# Västra Ricktjärnen
Västra Ricktjärnen är en sjö i Ludvika kommun i Dalarna och ingår i Norrströms huvudavrinningsområde.